# Čuvaški gozd
Narodni park Čuvaški gozd ali Chavash Varmane (rusko Национальный парк Чаваш Вармане) obsega velik sosednji (neprekinjen) gozd v regiji srednje Volge. Narodni park je bil ustvarjen, da bi služil dvojnemu namenu ohranjanja biotske raznovrstnosti in varovanja območja, ki je predstavnik ljudstva Čuvašev.
Park je približno 100 km zahodno od mesta, kjer se reka Kama izliva v Volgo, na vzhodni osrednji ravnini Evrope. Je v okrožju Šemuršinski v Republiki Čuvašiji v Rusiji.

## Topografija
Na območju približno 100 kvadratnih milj ima Čuvaški gozd tri različne vrste gozda: južno tajgo (iglavci), hrastov gozd Volškega višavja ter mešani širokolistni in iglasti gozd. Pokrito ozemlje je približno pravokotno in meri 24 km od severa proti jugu in 17 km od vzhoda proti zahodu. Park obdaja varovalni pas v dolžini 12 km, notranja območja pa so bila vzpostavljena za nadomestek ekološkega rezervata, za rekreacijo in storitvene objekte za obiskovalce. 95 % parka predstavlja gozd, preostala zemljišča pa so močvirja, travniki in pašniki. Gozd je v mreži rečnih dolin, ki jih reka Abamza reže s severa, reka Bezdna z zahoda, ki se srečata sredi parka in tečeta proti jugu, ter številni drugi pritoki. Številne reke tečejo po ravnih poplavnih ravnicah.

## Podnebje in ekoregija
Čuvaški gozd je v  ekoregiji vzhodnoevropska gozdna stepa. Podnebje Čuvaškega gozda je zmerno celinsko (Köppnova podnebna klasifikacija Dfb). Povprečne temperature se gibljejo od –13 C januarja do 19 C julija. Letno povprečje padavin 607 – 657 mm.
Trajanje tople sezone (dnevne temperature nad 0 C) je 200–201 dni na leto. Obstaja cikel suše vsaka 3–4 leta, sicer pa je dovolj dežja za vzdrževanje gozda.

## Rastlinstvo
Leta 2005 je bil popis dreves 45 % bora, 27 % breze, 15 % trepetlike in 13 % drugega. Sadike so bile zabeležene pri 48 %, srednje starih pri 40 % in pri 6 % starih; povprečna starost dreves v parku je 50 let. Vodstvo parka je ugotovilo, da je visoka stopnja srednje starih dreves posledica intenzivne sečnje v času pred parkom, pa tudi velikega gozdnega požara leta 1972.

## Živalstvo
Park je zelo reprezentativen za živalski svet Čuvašije. Več kot 90 % vrst, najdenih v Čuvaški republiki, najdemo v Parku. Zapisi navajajo 40 vrst sesalcev, 170 vrst ptic (90 jih gnezdi ali se gnezdi v parku), 16 vrst dvoživk ali plazilcev in 19 vrst rib. Na ozemlju najdemo vrste živali, ki jih pričakujemo v borovem in širokolistnem zmernem gozdu: zajca, veverico, jazbeca, dihurja, kune, rjavo žabo itd. Od ustanovitve parka je bil lov prepovedan, rjavi medved, volk in bober pa so se vrnili. Štetje rib v rekah in poplavnih jezerih je pokazalo 95 % ulova devet vrst - klen, klenič, Alburnoides taeniatus, rdečeoka, linj, jez, krapovci in postrvi. V zadnjih letih park poroča o rakih v rekah, ki so opisani kot pokazatelj izboljšanja čistoče vode. Ptice ujede vključujejo skoraj ogroženega stepskega lunja in ranljivega velikega klinkača.

## Zgodovina in turizem
Čuvaški gozd je bil v starih časih na stičišču dveh kultur: nomadskih stepskih ljudstev na jugu in poljedelske kulture v gozdnatem območju. Gozdna industrija je vključevala izdelavo oglja in pridobivanje katrana iz dreves.
V parku so številne »ekološke poti« in »etno-ekološke« poti z učnimi oznakami o gozdnem okolju in rabi gozda s strani prednikov. Poti so dostopne vsem starostim in zmožnostim.